# Tour della nazionale maschile di rugby a 15 dell'Argentina 1983
Nel 1983, la nazionale di rugby a 15 dell'Argentina si reca in tour in Australia.
I "Pumas" conquistano un clamoroso risultato quando superano l'Australia nel primo test.
È la definitiva consacrazione per la squadra guidata da Hugo Porta. Nel secondo match solo alcune decisioni discutibili dell'arbitro gallese Clive Norling (compresa una meta di punizione concessa per un fallo a oltre 40 metri dalla linea di meta) permettono agli australiani di salvare la faccia vincendo il secondo incontro.

## Risultati
Sistema di punteggio: meta = 4 punti, Trasformazione=2 punti. Punizione = 3 punti. drop = 3 punti. 
| Arbitro: | Robert Halton |

|        |      |              |
| Hawker | mt   | Porta, Palma |
|        | tr   | Porta        |
| Ella   | c.p. | Porta 2      |
|        | drop | Porta        |

| Arbitro: | Kery Fitzgerald |

|                                           |      |         |
| Campese 2, Girvan Galvin, Mc Grath, Neill | mt   |         |
| Campese 4                                 | tr   |         |
| Campese                                   | c.p. | Porta 2 |
|                                           | drop | Porta   |

| Arbitro: | Colín Collet |

|                     |      |                         |
| Lynagh, Slack Roche | mt   | Campo 2, Minguez Milano |
| Lynagh 2            | tr   | Porta 3                 |
| Lynagh 4            | c.p. | Porta 3                 |
|                     | drop | Porta                   |

| Arbitro: | M.Philips |

|        |      |                                                       |
|        | mt   | Madero 2, Campo 2 Loffreda, Baek, Varone Minguez, Ure |
|        | tr   | Loffreda 5                                            |
| Mercer | c.p. |                                                       |

| Arbitro: | Clive Norling |

| |            | |
| | mt         | Petersen, Minguez |
| | tr         | Porta 2 |
| Campese | c.p.       | Porta |
| | drop       | Porta |
| 15.Roger Gould, 14.David Campese, 13.Andrew Slack, 12.Mike Hawker, 11.Brendan Moon, 10.Mark Ella (cap), 9.Dominic Vaughan, 8.David Codey, 7.Simon Poidevin, 6.Chris Roche, 5.Spider Hillhouse, 4.Duncan Hall, 3.Stan Pilecki, 2.Bill Ross, 1.Declan Curran - Sostituti: 16.Tony Parker, 17.Steve Williams | Formazioni | 15.Bernardo Miguens, 14.Jose Palma, 13.Marcelo Loffreda, 12.Rafael Madero, 11.Marcelo Campo, 10.Hugo Porta (cap), 9.Alfredo Soares Gache, 8.Buenaventura Minguez, 4.Tomas Petersen, 6.Ernesto Ure, 5.Eliseo Branca, 7.Gustavo Milano, 3.Serafín Dengra, 2.Andres Courreges, 1.Topo Rodriguez |

| Arbitro: | Brian Kinsey |

|                          |      |          |
| Smee, Wholer, R. Burnees | mt   | Larrubia |
|                          | c.p. | Porta 5  |
|                          | drop | Porta 5  |

| Arbitro: | Clive Norling |

| |            | |
| meta tecnica, Moon 2 Campese, Roche | mt         | Milano |
| Campese 3 | tr         | |
| Campese | c.p.       | Porta 2 |
| | drop       | Porta 2 |
| 15.David Campese, 14.Peter Grigg, 13.Andrew Slack, 12.Mike Hawker, 11.Brendan Moon, 10.Mark Ella (cap), 9.Tony Parker, 8.Duncan Hall, 7.Simon Poidevin, 6.Chris Roche, 5.Steve Williams, 4.Spider Hillhouse, 3.Stan Pilecki, 2.Bill Ross, 1.John Meadows | Formazioni | 15.Bernardo Miguens, 14.Jose Palma, 13.Marcelo Loffreda, 12.Rafael Madero, 11.Marcelo Campo, 10.Hugo Porta (cap) , 9.Alfredo Soares Gache, 8.Buenaventura Minguez, 7.Tomas Petersen, 6.Ernesto Ure, 5.Eliseo Branca, 4.Gustavo Milano, 3.Serafín Dengra, 2.Andres Courreges, 1.Topo Rodriguez |